# Tomé Portes del-Rei
Tomé Portes del-Rei (Mogi das Cruzes, Capitania de São Vicente, ? - Região do Rio das Mortes, 1702) foi um bandeirante.

## Viagens
Partiu de Taubaté, sendo responsável por uma das primeiras fixações populacionais de europeus ou paulistas na região do Rio das Mortes por volta de 1700, perto de onde se fundou, anos depois, em 1713, São João del-Rei. Era filho do reinol João Portes de El-Rei e de Juliana Antunes filha de José Preto e sobrinha de Sebastião Preto, descritos por Silva Leme no Volume VIII, página 277, § 5.º, de sua obra.
Repartida a jazida entre seus companheiros, taubateanos como ele, surgiu um  importante acampamento, o arraial de Santo Antônio. Nos anos seguintes, outras minas foram achadas ali por perto e outros acampamentos surgiram, entre os quais o arraial novo de Nossa Senhora do Pilar. Seu cunhado foi o bandeirante Bartolomeu da Cunha Gago.
Tomé foi morto em um levante de seus próprios escravos, talvez em 1702. Sua viúva, Juliana de Oliveira, retornou a Taubaté, ali morrendo em 30 de janeiro de 1728. Sua filha Maria Antunes Cardoso casou-se com Antônio Garcia da Cunha, paulista, filho de Garcia Rodrigues Muniz e de Catarina de Unhate. Este seu genro descobriu também ouro na região do Rio das Mortes, onde permaneceu de 1702 a 1704, fixando-se às margens do Rio das Mortes, no Porto Real da Passagem, pois com a morte do sogro o direito de cobrança passara ao genro.
Até 1703 o povoado era ponto de ligação com os sertões de Caeté e a região das Minas Gerais do Carmo, Ouro Preto e Sabará. Capitão, morreria em Taubaté no ano de 1728 deixando geração. (descrito por Silva Leme no volume VII, página 458).
Cláudio Manuel da Costa atribui a Tomé Portes del-Rei o descobrimento do Rio das Mortes:

Citação: O Rio das Mortes, que os paulistas e viandantes das mais partes atravessavam frequentemente, nos primeiros tempos, por distar de Ouro Preto pouco mais de cinco dias de jornada, foi descoberto por Tomé Portes del-Rei, natural de Taubaté, muitos anos depois do descobrimento das primeiras povoações.

## Ver mais
- Genealogia Paulistana, livro